# هتل‌های فرمانت

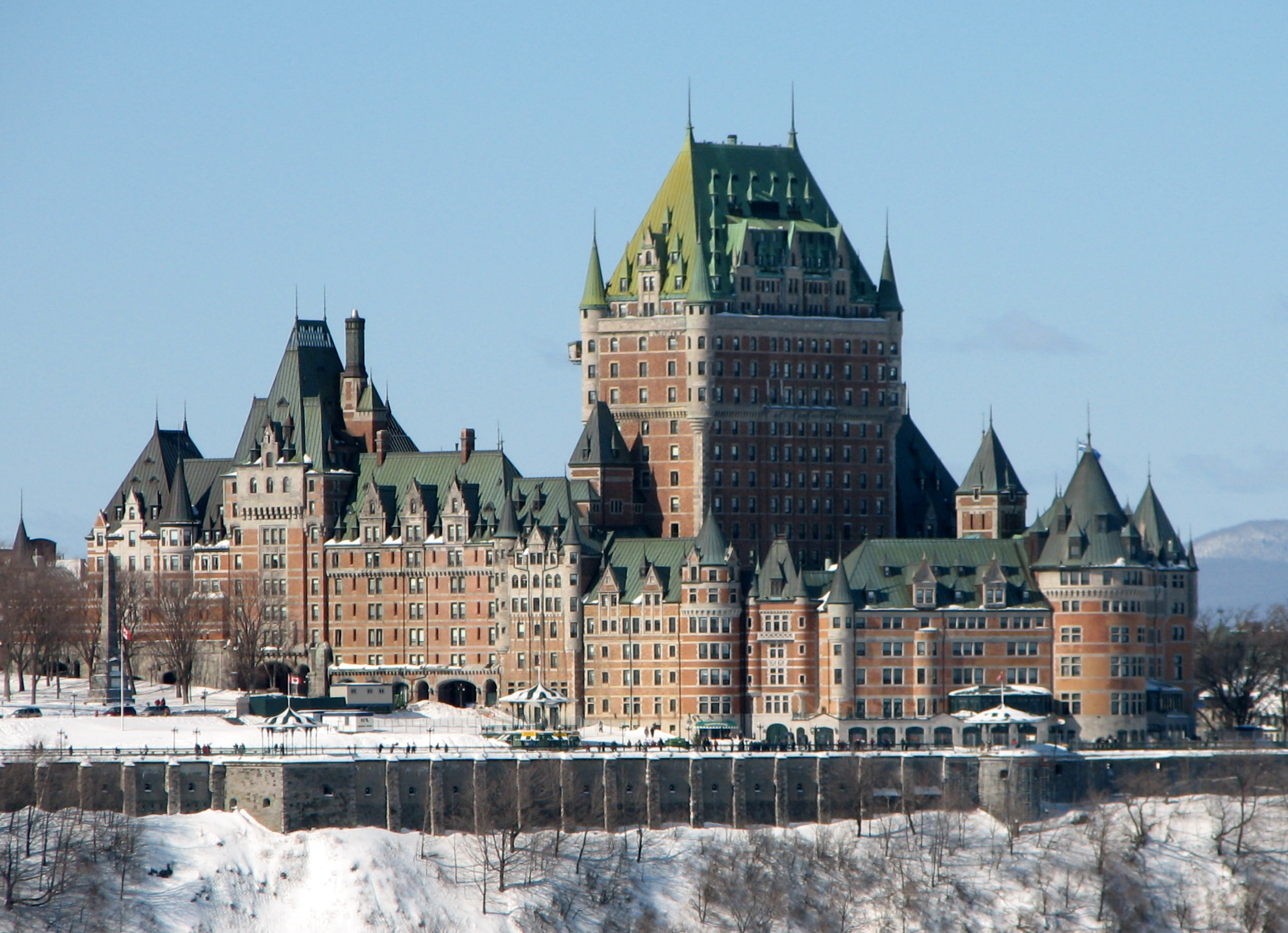
نمایی از هتل له‌شاتو فرونته‌ناک فرمانت در شهر کِبِک، کانادا.

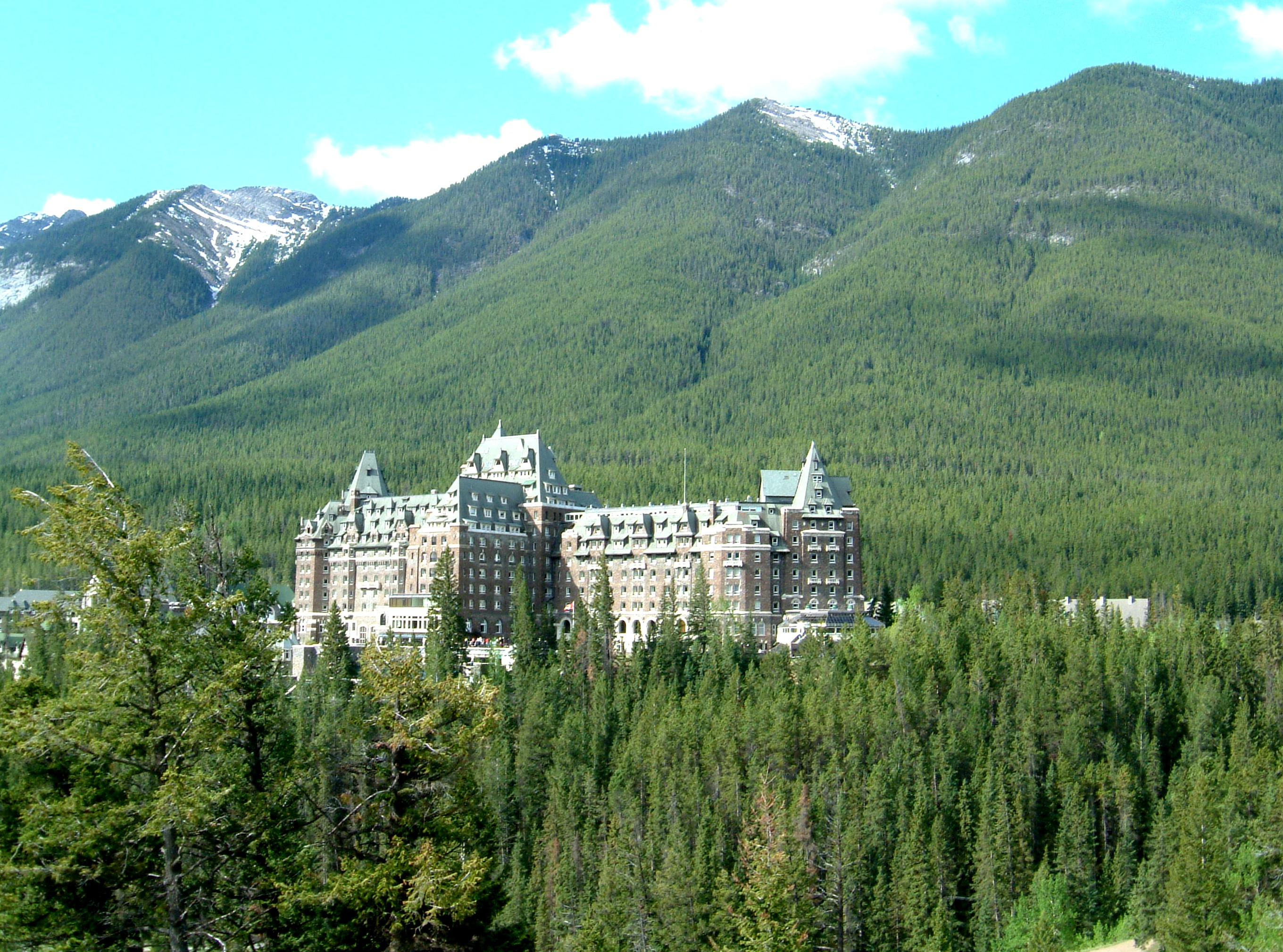
نمایی از هتل و تفریح‌گاه بنف اسپرینگ فرمانت در پارک ملی بنف در استان آلبرتا، کانادا.

هتل‌ها و تفریح‌گاه‌های فرمانت (به انگلیسی: Fairmont Hotels and Resorts) نام هتل‌های زنجیره‌ای مجلل و گران‌قیمت کانادایی است. اولین هتل فرمانت در سال ۱۹۰۷ میلادی، در شهر سان‌فرانسیسکو، ایالات متحده آمریکا افتتاح شد. در حال حاضر، فئرمونت در ۱۶ کشور از جمله کانادا، ایالات متحده آمریکا، مکزیک، برمودا، باربادوس، پادشاهی متحده، موناکو، آلمان، سوئیس، مصر، کنیا،ترکیه ، تانزانیا، آفریقای جنوبی، امارات متحده عربی، چین و سنگاپور هتل‌هایی به همین نام دارد.
بسیاری از هتل‌ها و تفریحگاه‌های فئرمونت در ساختمان‌ها و مکان‌های بااهمیت تاریخی بنا شده‌اند. دفتر مرکزی شرکت فئرمونت در شهر تورنتو واقع شده‌است.